# توني زال
توني زال (بالإنجليزية: Tony Zale)‏ مواليد 29 مايو 1913 في غاري - الوفاة 20 مارس 1997، كان ملاكم أمريكي سابق صنّف ضمن فئة الوزن المتوسط.

## إحصائيات
خاض خلال مسيرته 87 نزالا، فاز في 67 وتعادل في 2 وخسر في 18. فاز بالضربة القاضية في 45 نزالا.

## روابط خارجية
- توني زال على موقع بوكس ريك (الإنجليزية) (registration required)